# 문준경
문준경은 기독교대한성결교회의 전도사였다.

## 생애
문준경은 1891년 2월 2일 전라남도 신안군 임태면 수곡리에서 문재경의 3남 3녀로 태어났다. 어린 시절부터 총기가 남보다 뛰어났다. 여자로 태어난 이유로 글을 배우지 못했다. 1908년 3월 18일 17세의 나이로 정근택에게 시집갔다. 그러나 남편이 소실을 얻은 탓에 살아있는 과부 신세였다. 시아버지는 그녀에게 한글을 가르쳤고, 1928년 돌아갔다. 그 후 큰오빠 집에 있는 목포로 가 바느질을 하던 도중 전도자를 만났고, 성경을 접하여 울음을 쏟았다.  이성봉 목사가 시무하는 목포 북교동 교회에서 1년 6개월 만에 집사가 되었다.
1931년 경성성서신학원에 입학하고 제25회 졸업하여 도서지방 전도사가 되었다. 1933년 임자진리교회·증동리교회·대초리교회·방축리교회·우전리교회·사옥교회를 개척했다.
1943년 일제의 탄압으로 교회가 강제로 문을 닫았다.
1950년 10월 5일 공산당의 죽창에 맞아 순교했다.

## 같이 보기
- 서울신학대학교
- 이성봉